# Alfred Knoll (Politiker)
Alfred Knoll (* 21. Dezember 1834 in Karlsbad, Königreich Böhmen; † 23. Mai 1893 ebenda) war ein österreichischer Jurist und Politiker. Er war Mitglied des Böhmischen Landtags.

## Leben
Er stammte aus der Karlsbader Familie Knoll, in die der Besitzer der Mineralwasser-Firma Heinrich von Mattoni eingeheiratet hatte und die mit Johann Peter Knoll auch einen Bürgermeister in Karlsbad stellte. Dessen Tochter Wilhelmina Theresia Rosa wurde die Ehefrau von Mattoni. Er war der Sohn des Karlsbader Bürgers und Handelsmannes Joseph Knoll und dessen Ehefrau Aloysia geb. Gegenbauer. 
Alfred Knoll besuchte das Gymnasium in Schlackenwerth und in Prag und studierte im Anschluss Rechtswissenschaft an der Karls-Universität Prag, wo er 1858 zum Dr. jur. promovierte. Nach einigen Jahren Tätigkeit als Advokat in einigen böhmischen Städten kehrte er als promovierter Jurist 1868 in seine Heimatstadt Karlsbad zurück, wo er eine Kanzlei betrieb, in der zeitweise auch Rudolf Knoll arbeitete.
Er wurde am 24. Jänner 1867 als Abgeordneter für die Landgemeinden Karlsbad, Petschau und Elbogen in den Böhmischen Landtag gewählt und übte dieses Wahlamt bis 1873 aus. Er verlor die Wiederwahl gegen den Fabrikanten Franz Thomas aus Graslitz.
1884 war er einer der Gründer des Politischen Vereins für Karlsbad und Umgebung.

## Familie
Sein jüngerer Bruder Philipp Knoll (1841–1900) wurde 1879 Professor für Pathologie an der Universität Prag und wechselte 1898 an die Universität Wien. Wie Alfred Knoll war auch er Mitglied des böhmischen Landtags.